# Nigel Waterson
Nigel Christopher Waterson, född 12 oktober 1950 i Bradford, är en brittisk konservativ politiker. Han var parlamentsledamot för valkretsen Eastbourne från 1992 till 2010.
Han har tidigare jobbat som advokat och är gift. Han har vunnit valkretsen med knappa majoriteter, och Liberaldemokraterna satsade hårt på att vinna valkretsen, vilket kröntes med framgång 2010.